# گیلدر کارائیب
گیلدر کارائیب (به انگلیسی: Caribbean guilder) (به زبان بومی: Caribische gulden) با کد ایزوی CMG، یکای پول رایج در کشور کوراسائو است. مسئولیت کنترل این واحد پولی برعهدهٔ بانک مرکزی کوراسائو قرار دارد.